# Mathew St. Patrick
Mathew St. Patrick (Filadelfia, Pensilvania, Estados Unidos; 17 de marzo de 1969) es un actor estadounidense. Ha protagonizado las series de televisión All My Children (1998-2000), Six Feet Under como Keith Charles (2001-2005) y ha participado en Reunion (2005).

## Biografía
Tiene un hijo llamado Tommy nacido en 1995.